# Cefoksytyna
Cefoksytyna – organiczny związek chemiczny, półsyntetyczny antybiotyk cefalosporynowy należący do grupy cefamycyn. Pochodzi z cefamycyny C, która jest produkowana przez Streptomyces lactamdurans.

## Mechanizm działania
Cefoksytyna przyłącza się do białek wiążących penicylinę (PBP – ang. penicillin-binding proteins), które znajdują się na wewnętrznej błonie ściany komórkowej bakterii. Następuje blokowanie aktywności PBP przez antybiotyk, w wyniku czego dochodzi do zahamowania syntezy peptydoglikanu ściany komórkowej bakterii. Skutkiem tego jest śmierć komórek bakterii.

## Zakres działania
Działanie przeciw bakteriom Gram-dodatnim i bakteriom Gram-ujemnym, w tym beztlenowym. Działa na bakterie takie jak:

### Bakterie Gram-dodatnie
- Staphylococcus aureus (szczepy wrażliwe na metycylinę)[3][4]
- Staphylococcus epidermidis (szczepy wrażliwe na metycylinę)
- Streptococcus agalactiae
- Streptococcus pyogenes[3]
- Streptococcus pneumoniae[3][4]

### Bakterie Gram-ujemne
- Escherichia coli
- Haemophilus influenzae
- Klebsiella spp.
- Proteus mirabilis[3][4]
- Proteus vulgaris
- Morganella morganii
- Neisseria gonorrhoeae
- Providencia spp.[3]

### Bakterie beztlenowe
- Bacteroides spp.
- Clostridium spp.
- Peptostreptococcus spp.[3][4]
- Peptococcus niger[3]

## Wskazania
Leczenie zakażeń wywołanych przez bakterie:
- zapalenie płuc i inne zakażenia dolnych dróg oddechowych
- infekcje dróg moczowych,
- zakażenia jamy brzusznej,
- zakażenia żeńskich narządów rozrodczych,
- zakażenia krwi, kości, stawów i skóry[3][5]

Cefoksytyna wykorzystywana jest także przy operacjach, w celu zapobiegania zakażeniom u pacjenta.

## Przeciwwskazania
Przeciwwskazaniami są:
- nadwrażliwość na cefoksytynę[4][5] lub na antybiotyki cefalosporynowe i penicylinowe[5]
- nie stosować u noworodków (<3 miesiące)[4]

## Działania niepożądane
Do działań niepożądanych można zaliczyć:
- biegunka[4][5]
- niedokrwistość
- eozynofilia
- przemijająca leukopenia
- trombocytopenia
- zwiększone SCr i BUN
- podwyższone LFT[4]
- bladość skóry
- osłabienie lub duszność podczas wykonywania ćwiczeń
- ból, zaczerwienienie, obrzęk lub krwawienie w pobliżu miejsca wstrzyknięcia antybiotyku[5]